# Rampa de Lickey

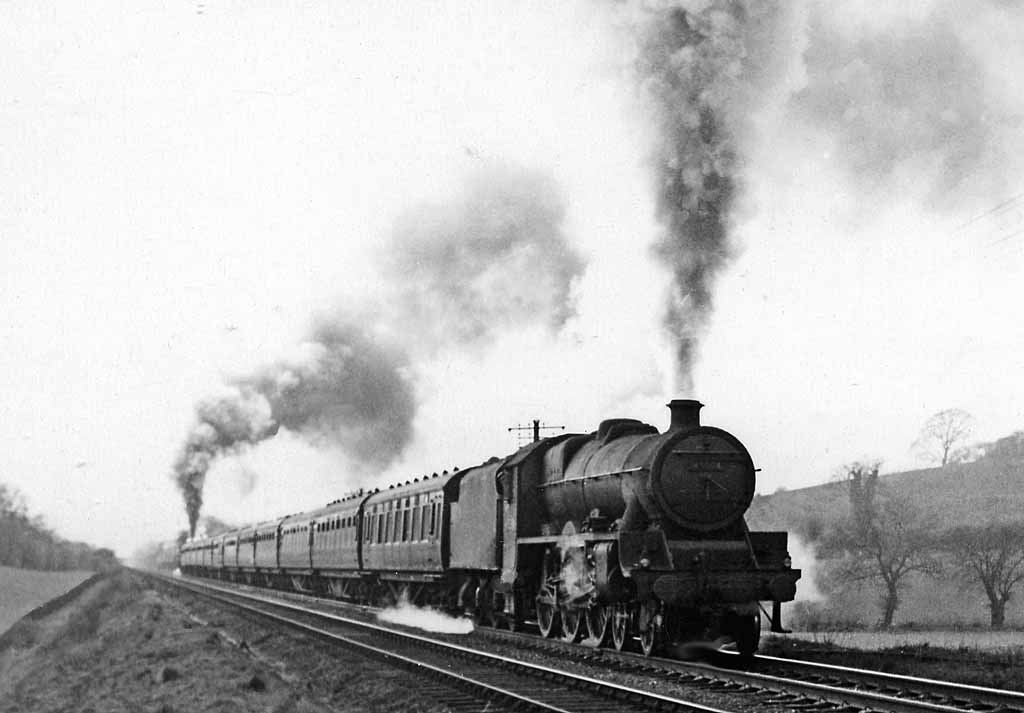
Locomotora ascendiendo la rampa de Lickey a una velocidad de unas 10 mph, con la columna de humo de la locomotora de refuerzo que se ve por detrás

La rampa de Lickey (nombre original en inglés: Lickey Incline), situada al sur de Birmingham, es la pendiente ferroviaria de línea principal sostenida más empinada de Gran Bretaña. El ascenso tiene una pendiente de 1 en 37,7 (2,65% o 26,5‰ o 1,52°) para una distancia continua de dos millas (3,2 km). Construida originalmente para el Ferrocarril de Birmingham y Gloucester (B&GR) e inaugurada en 1840, está ubicada en la Ruta Cross Country, entre las estaciones de Barnt Green y de Bromsgrove en Worcestershire.
En épocas anteriores, muchos trenes requerían la asistencia de locomotoras de refuerzo (con consideraciones logísticas asociadas) para poder remontar la rampa; posteriormente solo los trenes de mercancías más pesados requieren tal asistencia.

## Historia y geografía

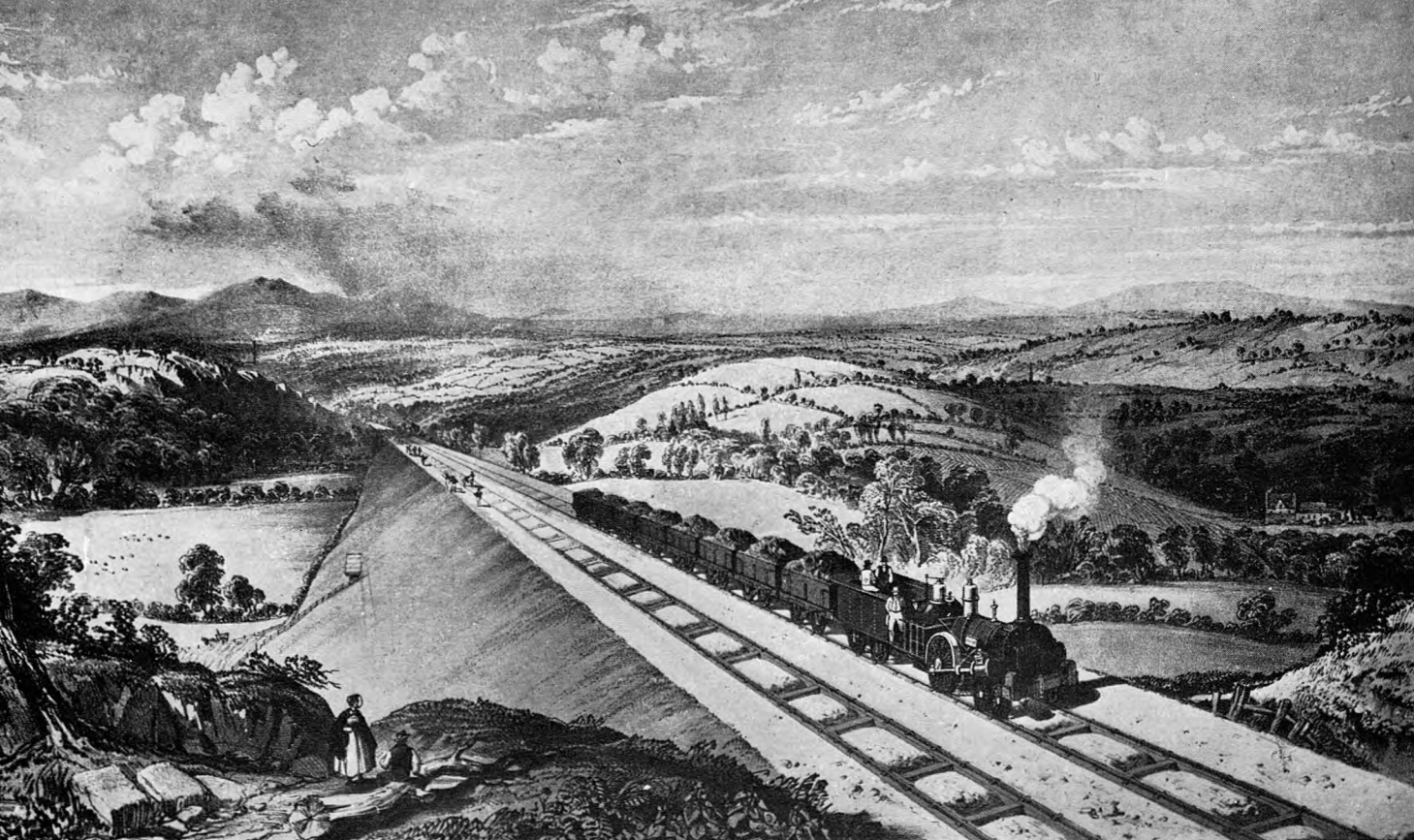
La rampa de Lickey en 1845

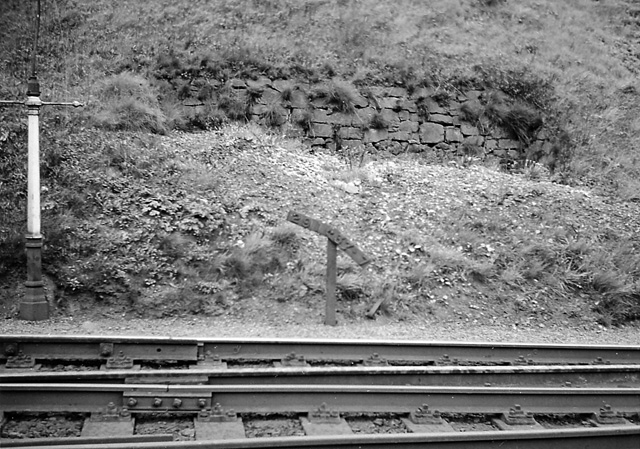
Señal indicadora (1 por 37) que muestra a los maquinistas la inclinación existente hasta la cumbre de la rampa de Lickey

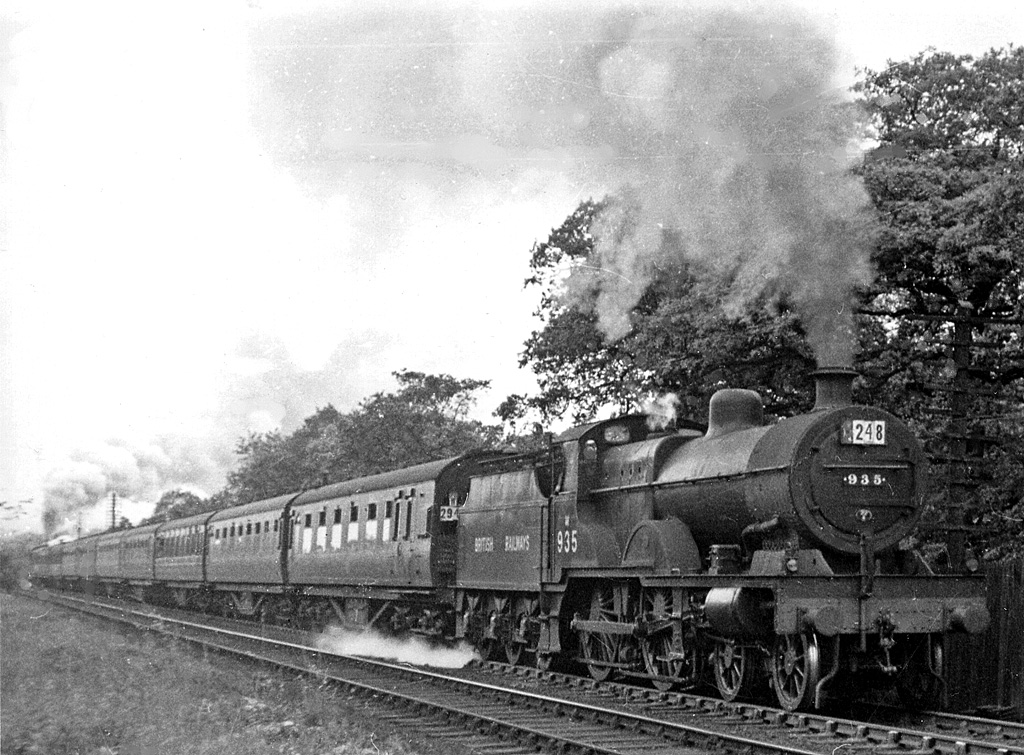
Tren expreso ascendiendo la rampa en 1948

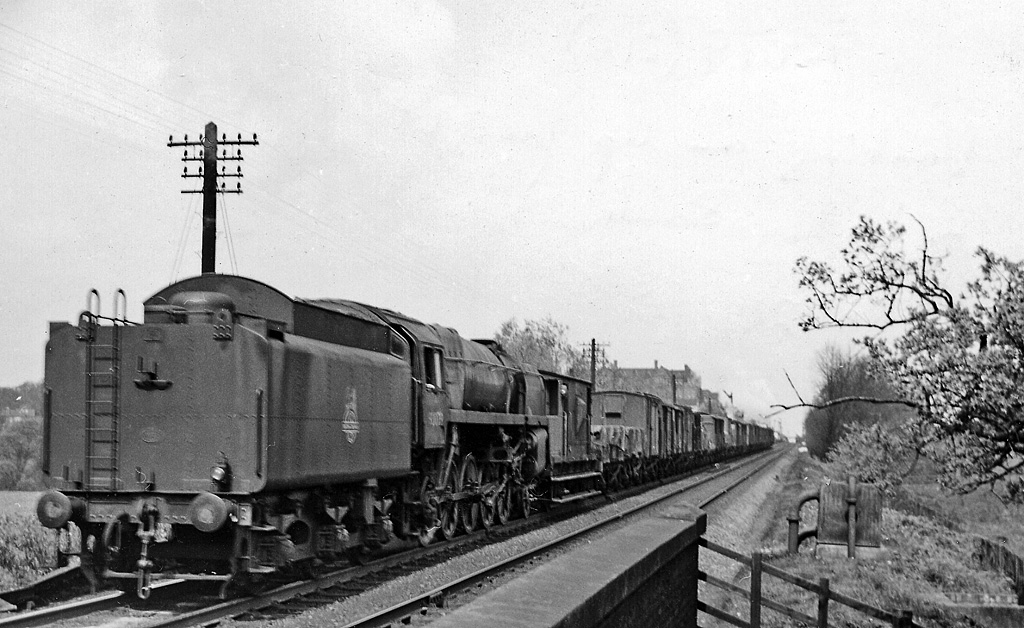
Locomotora de refuerzo BR 9F cerca de la cumbre que se acerca a Blackwell en 1957

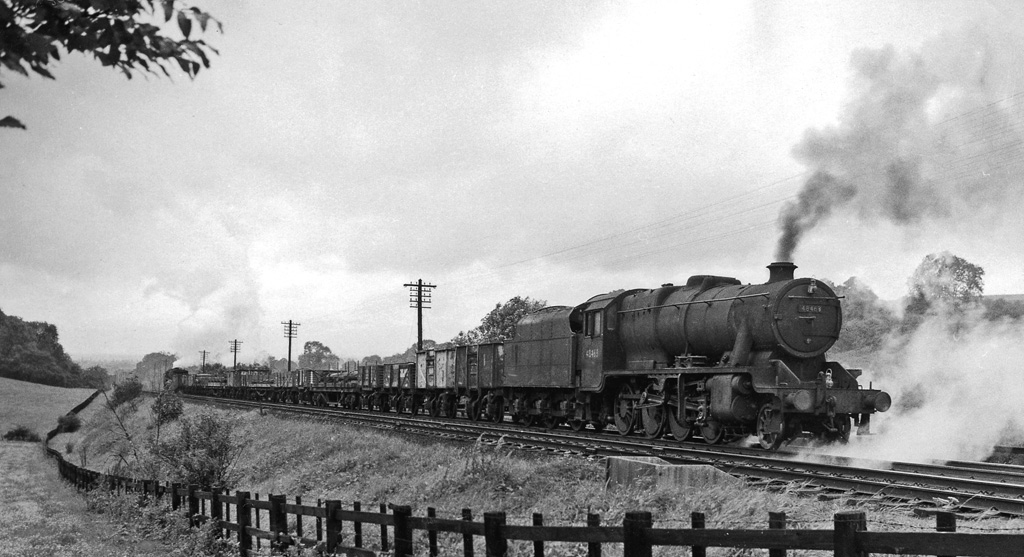
Tren de mercancías ascendiendo la rampa de Lickey en 1963

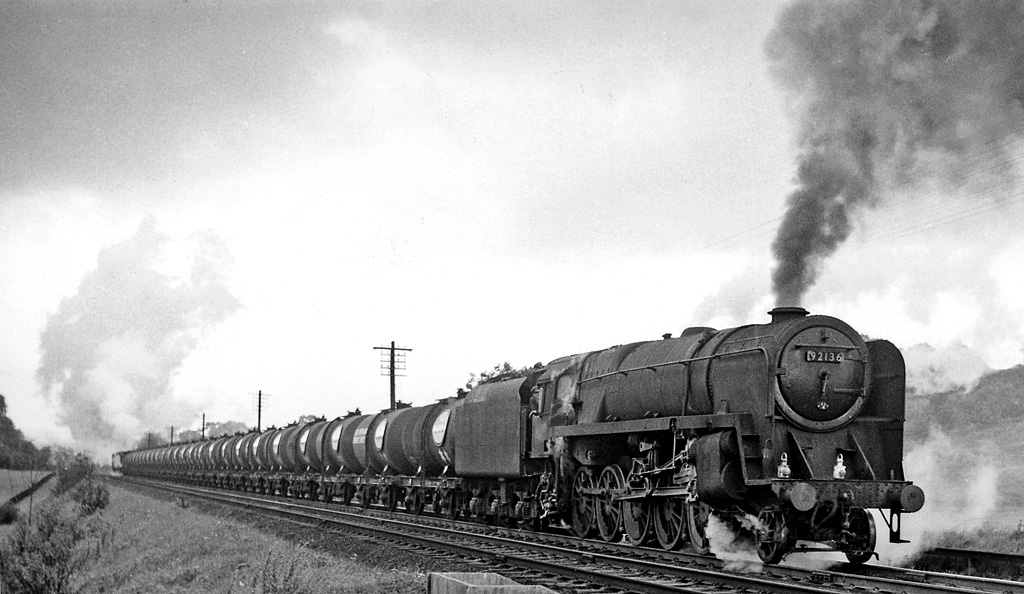
Locomotora BR 9F arrastrando un tren pesado con cisternas de petróleo por la rampa en 1963

Un estudio realizado por Isambard Kingdom Brunel en 1832 para una línea entre Birmingham y Gloucester seguía una ruta más larga hacia el este, con una pendiente máxima de 1 en 300 y evitando los núcleos de población. Pero el plan caducó y su costo se consideró demasiado alto. En 1836, William Moorsom se comprometió a trabajar solo cobrando en caso de éxito para inspeccionar una ruta adecuada. Su elección fue el camino más corto y de menor importe porque permitía evitar los centros de población con un alto costo de los terrenos de Worcester, Droitwich y Tewksbury, pero con la desventaja de tener que subir la empinada rampa de Lickey. Como parte del B&GR, se solicitó  que revisara el trabajo de Moorsom al ingeniero independiente Joseph Locke, quien respondió que la rampa de Lickey no sería más peligrosa que una carretera de peaje con esa pendiente y que no veía ninguna razón para una ruta alternativa. Brunel y George Stephenson declararon que no sería práctico que las locomotoras tuviesen que remontar una pendiente tan pronunciada,, pero Moorsom estaba al tanto de las afirmaciones de la capacidad de ascender grandes pendientes de las locomotoras fabricadas por American Norris, y encargó una serie de dichas máquinas en contra de su consejo.
El tramo de Lickey se abrió al tráfico el 17 de septiembre de 1840 tras la llegada de la segundo locomotora Norris Clase A "Boston", evitando que la primera, bautizada como "Philadelphia", fuera el único punto fallido en el funcionamiento de la pendiente.
La rampa mide 2 millas (3,2 km), con una pendiente media de 1 en 37,7 (2,65%), entre Bromsgrove y Blackwell (cerca de Barnt Green). Está en la línea entre Birmingham y Gloucester. Es la pendiente sostenida ascendida dependiendo únicamente de la adherencia rueda-carril más empinada en un ferrocarril británico de ancho estándar. Sube a Birmingham desde el sur atravesando terrenos de la formación Bunter (que aflora en la trinchera por la que discurre la vía) y pasa a unos 1+1/2 de milla (2,4 km) de las colinas de Lickey Hills, un bello paraje natural muy conocido.
La operación en la rampa de Lickey recayó en las empresas sucesoras del B&GR: el Ferrocarril de Bristol y Birmingham, después el Ferrocarril de Midland (MR) desde 1845; el Ferrocarril de Londres, Midland y Escocés (LMS) desde 1923; y la Región Midland de Londres del British Rail desde 1948. La línea de la rampa se transfirió a la Región Occidental el 1 de febrero de 1958. La privatización realizada en 1993 dejó la infraestructura a cargo de Railtrack hasta 2010 y Network Rail a partir de entonces, mientras que Freight Operating Companies (FOC) se encarga de organizar las locomotoras de refuerzo para la proporción relativamente pequeña de trenes de mercancías pesados que ahora lo requieren.
En 2016 se electrificó la rampa como parte del plan diseñado para extender los trenes eléctricos de Cross-City Line hasta la reacondicionada Estación de Bromsgrove. El primer tren eléctrico, remolcado por dos locomotoras Clase 323, circuló el 20 de mayo de 2018. Los servicios eléctricos programados comenzaron en julio de 2018.
La misma ladera es ascendida por el sistema de esclusas de Tardebigge en el canal de Worcester y Birmingham.

## Locomotoras de refuerzo

### Locomotoras de vapor
Para ayudar a los trenes a subir la pendiente y, en algunos casos, proporcionar frenado adicional, en particular a las mercancías no equipadas con equipos de frenado modernos, se mantuvieron locomotoras de refuerzo especializadas con base en el cobertizo de Bromsgrove situado al pie de la pendiente.
Las primeras locomotoras de refuerzo de Lickey fueron las máquinas estadounidenses Norris 4-2-0 Clase A Extra Philadelphia, Boston y William Gwynn, entregadas en mayo, junio y diciembre de 1841 respectivamente. Cumplieron con el requisito de ser capaces de remolcar 75 toneladas por la pendiente a una velocidad de 15 millas por hora (24,1 km/h). La llegada de la locomotora Boston permitió que las operaciones sobre la rampa de Lickey comenzaran desde Croft Farm el 17 de septiembre de 1841. James McConnell transformó estas locomotoras en máquinas del tipo tanque de silla en 1842, con lo que aumentó la capacidad de transporte cuesta arriba hasta entre 80 y 90 toneladas brutas, una capacidad suficiente para cualquier tren de la época. Otras dos máquinas Norris adicionales de la Clase A, "Niagara" y "New York" se obtuvieron por un precio muy rebajado de 1.100 libras esterlinas cada una en mayo de 1842, y se sugiere que pudieron haber sido utilizadas como máquinas auxiliares en períodos de mucho tráfico; también se ha sugerido que se transformaron en locomotoras tipo tanque en algún momento. Se desecharon entre 1851 y 1856. El Ferrocarril de Birmingham y Gloucester tenía 26 locomotoras tipo Norris en total, de las cuales nueve fueron construidas en Inglaterra, tres por Benjamin Hick and Sons y seis por Nasmyth, Gaskell and Company. Sin embargo, solo las cinco del tipo Clase A Extra eran capaces de remontar la pendiente de Lickey con una carga pesada.
En junio de 1845 se fabricó una gran locomotora 0-6-0 ST diseñada por James McConnell en los Talleres de Bromsgrove, que recibió el nombre de "Great Britain". Diseñada específicamente para la rampa de Lickey, era la locomotora más potente de su época y podía arrastrar cuesta arriba un tren de 135 toneladas a velocidades comprendidas entre 8 millas por hora (12,9 km/h) y 10 millas por hora (16,1 km/h).
En 1855–6, Matthew Kirtley reconstruyó las locomotoras de carga Jones and Potts 0-6-0 de caldera larga Bristol y Hercules de 1844 con ruedas de 5 pies 0 pulgadas (1,5 m) de diámetro y cilindros de 16 x 24 pulgadas (406,4 x 609,6 mm) para su uso como máquinas de refuerzo en Lickey. Matriculadas con los números 222 y 223, continuaron siendo utilizadas en la rampa por el Ferrocarril de Midland hasta que fueron retiradas en 1860 y 1862 respectivamente.
La década de 1860 vio al Ferrocarril de Midland construir o reconstruir en Derby cuatro locomotoras para Lickey, reemplazando a las máquinas de refuerzo existentes. En diciembre de 1860 se introdujeron dos locomotoras 0-6-0 WT, las números 222 y 320 (luego 220), que durarían hasta la década de 1890. Se construyó una 0-6-0 WT (la No. 223) en 1862, y se reconstruyó la "Great Britain" en 1863, siendo retiradas en 1928 (como LMS 1607) y 1901 respectivamente.
En la ruta se utilizaban las locomotoras Clase 1377 1F y, posteriormente, Clase 2441 0-6-0T.
En 1919 se introdujo una locomotora especial 0-10-0 No. 2290, conocida como "Lickey Banker" y apodada "Big Bertha", para complementar a las 0-6-0T existentes. Esta locomotora fue retirada en 1956 y sustituida por la BR standard Clase 9F N° 92079, en la que también se adoptó la distribución de ejes 0-10-0. Otras 9F (incluidas las 92129, 92135, 92205, 92223, 92230, 92231 y 92234) reemplazarían a la 92079 cada vez que necesitó ser reparada.
Una locomotora LNER Clase U1 Garratt también se probó sin éxito en 1949-1950 y nuevamente en 1955. En una ocasión, un tren reforzado por la locomotora LMS Garratt No. 47972 quedó detenido en la rampa y tuvo que ser rescatado por la "Big Bertha", lo que se tradujo en la formación de un tren de diecinueve ejes motrices.
La línea de Lickey se transfirió a la Región Oeste en 1958 y las máquinas tipo tanque 3F fueron reemplazadas por locomotoras GWR Clase 9400 con tanques de alforjas. La máquina GWR Clase 5205 2-8-0 T-No. 5226 se usó desde mayo de 1958 durante dos años, mientras que una prueba con la GWR Clase 7200 2-8-2 T No. 7235 el 18 de abril de 1958 se abandonó después de que la posición de sus cilindros se mostró incompatible con el espacio disponible en los andenes.
El 7 de octubre de 1965 se envió la locomotora 6947 Helmingham Hall a Bromsgrove para reemplazar a una English Electric Tipo 3 (D6939) descarrilada, convirtiéndose en la última locomotora de vapor que trabajó en Lickey con el British Rail.

### Locomotoras diésel

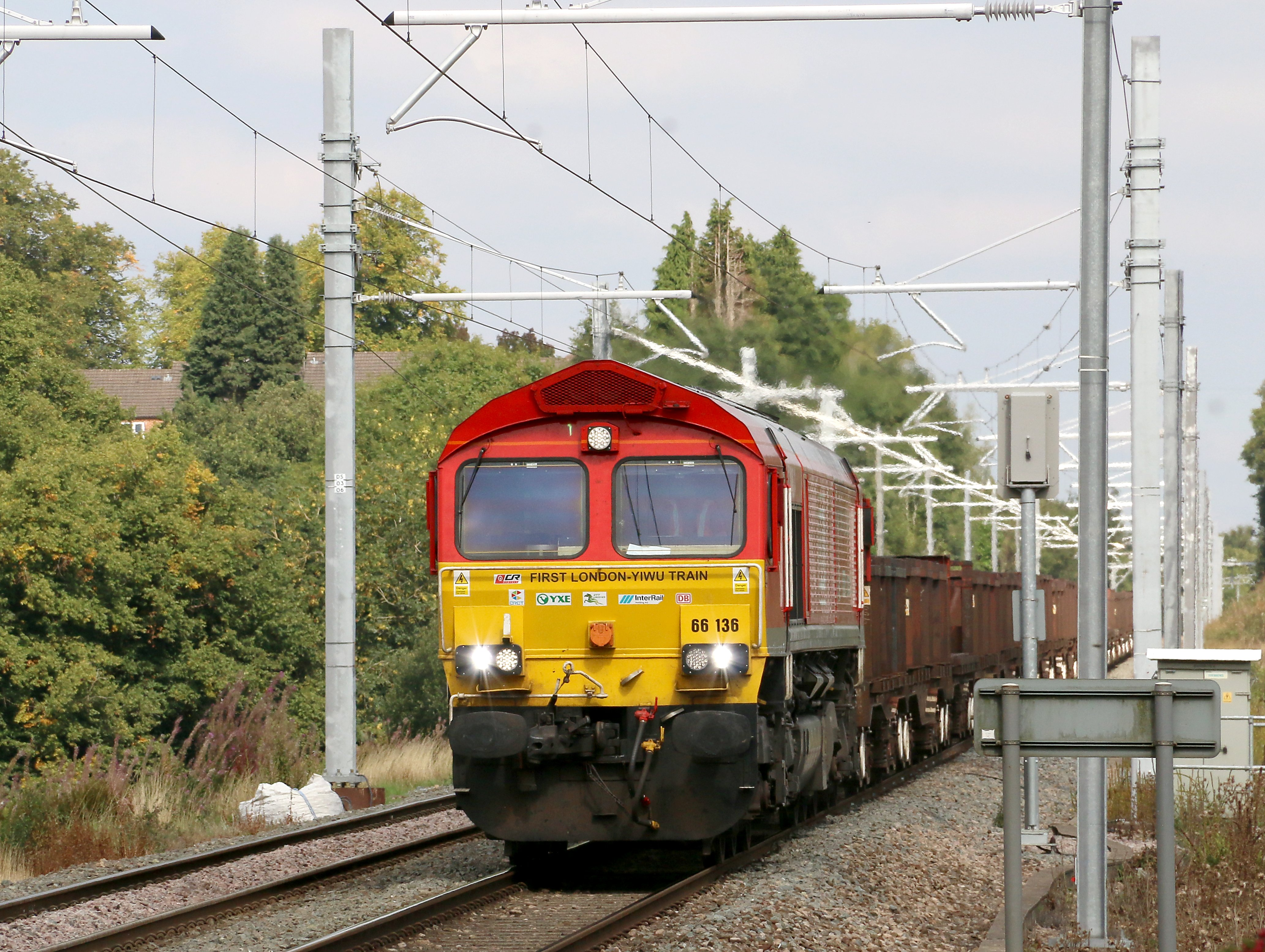
DB Schenker Clase 66 66136 en la rampa de Lickey en 2018

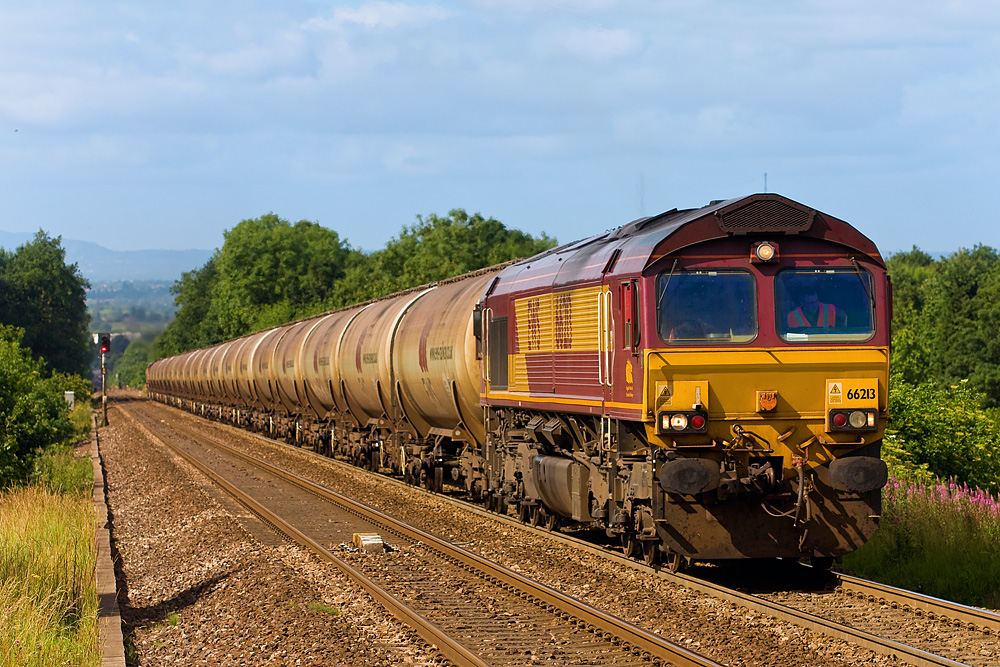
DB Schenker Clase 66 66213 abordando la rampa de Lickey con la máquina de refuerzo situada en la parte trasera (2010)

Las máquinas de vapor fueron reemplazadas por locomotoras Clase 37 que trabajaban en parejas. Las máquinas Hymek asignadas a las tareas de refuerzo en Lickey se modificaron para cancelar la relación de transmisión más baja, a pesar del requisito de un alto esfuerzo de tracción. El motivo de esta modificación fue que la velocidad típica de un tren que ascendía por la ramap era aproximadamente aquella a la que la transmisión cambiaba entre primera y segunda marcha, por lo que tendía a generar una marcha inestable entr entre ambas. Los repetidos cambios de marcha a plena potencia causaban desgaste y daños excesivos, y la forma más sencilla de evitar el problema era cancelar la primera marcha, por lo que las locomotoras usaban solo la segunda marcha y las superiores.
Las unidades diésel múltiples de primera generación tenían poca potencia y subían la rampa a menudo un poco por encima del ritmo de una persona a pie, especialmente a medida que iban acumulando muchos kilómetros, y no era infrecuente que necesitaran ser rescatados por una locomotora de refuerzo. Las unidades diésel modernas más potentes circulan por la rampa con poca reducción de velocidad, aunque siguen existiendo reglas de que al menos la mitad de los motores de las locomotoras Clase 220 o Clase 221 deben estar funcionando para ascender la rampa. El refuerzo regular en la rampa de trenes de pasajeros cesó en el verano de 1988, cuando se modificó el coche cama de Bristol a Escocia para que las dos partes procedentes de Poole y de Plymouth se unieran en Birmingham. Sin embargo, muchos trenes de carga actuales todavía requieren tracción de refuerzo, para lo que desde 2003 DB Cargo UK comenzó a emplear locomotoras Clase 66 (números 66055-057 y 66059; y anteriormente 66058). Estas máquinas se modificaron con enganches abatibles y con una potente luz trasera para facilitar el acoplamiento nocturno.

## Lecturas relacionadas
- Smith, Donald J.M.; Harrison, Derek (1990). Over the Lickey!. Peter Watts. ISBN 9780906025710. OCLC 655869983.
- Wallace, Pat (2014). Life on the Lickey: 1943-1986. Brewin Books. ISBN 9781858585239. OCLC 884398031.